# Грабоштани
Грабоштани су насељено место у општини Мајур, у Банији, Република Хрватска.

## Историја
Насеље је до 1995. било у саставу некадашње општине Костајница. Грабоштани су се од 1991. до августа 1995. године налазили у Републици Српској Крајини.

## Становништво
На попису становништва 2011. године, Грабоштани су имали 134 становника.

## Попис 1991.
На попису становништва 1991. године, насељено место Грабоштани је имало 201 становника, следећег националног састава:
| Попис 1991.‍  | Попис 1991.‍  | Попис 1991.‍ | Попис 1991.‍ | Попис 1991.‍ |
| ------------ | ------------ | ----------- | ----------- | ----------- |
|              |              |             |             |             |
| Хрвати       | Хрвати       |             | 177         | 88,05%      |
| Срби         | Срби         |             | 9           | 4,47%       |
| Југословени  | Југословени  |             | 7           | 3,48%       |
| Албанци      | Албанци      |             | 1           | 0,49%       |
| неопредељени | неопредељени |             | 6           | 2,98%       |
| непознато    | непознато    |             | 1           | 0,49%       |
| укупно: 201  |              |             |             |             |